# Amblycirrhitus
Amblycirrhitus is een geslacht van straalvinnige vissen uit de familie van koraalklimmers (Cirrhitidae). Het geslacht is voor het eerst wetenschappelijk beschreven in 1862 door Gill.

## Soorten
- Amblycirrhitus bimacula (Jenkins, 1903)
- Amblycirrhitus earnshawi Lubbock, 1978
- Amblycirrhitus oxyrhynchos (Bleeker, 1858)
- Amblycirrhitus pinos (Mowbray, 1927)
- Amblycirrhitus unimacula (Kamohara, 1957)